# Omar Bradley
Omar Bradley (anglès: Omar Nelson Bradley)  (Moberly, 12 de febrer de 1893 - Nova York, 8 d'abril de 1981) Omar Nelson Bradley va ser un dels principals comandants americans de camp al Nord d'Àfrica i a Europa durant la Segona Guerra Mundial. Va ascendir fins al rang de General de l'Exèrcit i va ser el darrer oficial de 5 estrelles dels Estats Units. També va ser el primer oficial nomenat pel càrrec de President de la Junta de Caps d'Estat Major.

## Biografia

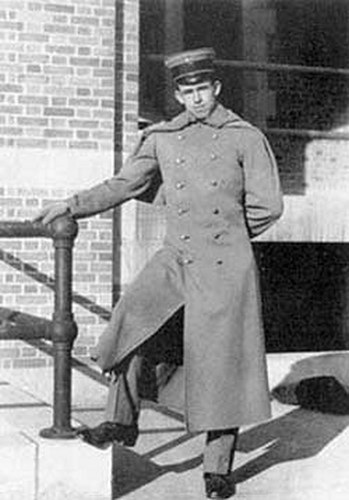
Bradley a West Point

Bradley, fill d'un mestre d'escola, va néixer en el si d'una família humil prop de Clark, Missouri. Assistí a la Higbee Elementary School i es graduà a l'Institut de Moberly (Missouri). Bradley intentà entrar a la universitat de Missouri, però li proposaren que intentés accedir a West Point.
Bradley participà en l'equip de beisbol 3 cops, incloent l'equip de 1914, en el qual tots els jugadors que van seguir a l'exèrcit van arribar a generals. Es graduà a West Point el 1915, formant part d'una promoció on hi havia diversos futurs generals, promoció que diversos historiadors han batejat com "La classe on van caure les estrelles: van acabar sent 59 generals, dels quals Bradley i Dwight Eisenhower van arribar al rang màxim de General de l'Exèrcit.
Va ser destinat al 14è Regiment d'Infanteria, però com molts dels seus iguals, no entrà en acció a Europa. Al seu lloc, va ser destinat a diversos llocs pels Estats Units. Serví a la frontera de Mèxic el 1915. Quan es declarà la guerra va ser promogut a capità, però va ser destinat a les mines de coure de Montana. Allà es casà amb Mary Elizabeth Quayle el 28 de desembre de 1916. Va ser destinat a la 19a Divisió d'Infanteria, que havia estat assenyalada perquè es desplegués per Europa, però l'armistici i la grip espanyola van evitar-ho.
Durant el període d'entreguerres aprofità per estudiar. Entre 1920-24 ensenyà matemàtiques a West Point. Va ser promogut a major el 1924 i assistí al curs avançat d'infanteria a Fort Benning, Georgia. Després d'un breu servei a Hawaii, assistí a l'Acadèmia de Comandament i Estat Major General a Fort Leavenworth entre 1928-29. Des de 1929 tornà a donar classes a West Point, amb un breu recés el 1934 per estudiar a l'Acadèmia de Guerra de l'Exèrcit. El 1936 va ser promogut a tinent coronel i treballà al Departament de Guerra, directament sota el Cap de l'Estat Major de l'Exèrcit, George Marshall des del 1938. Al febrer de 1941 va ser promogut a General de brigada (saltant-se el rang de coronel) i enviat com a comandant a Fort Benning (el primer de la seva classe en ser general). Al febrer de 1942 prengué el comandament de la 82a Divisió Aerotransportada, abans de ser transferit a la 28a Divisió al juny.

## Segona Guerra Mundial
Bradley no rebé un comandament al front fins a inicis de 1943, després de l'Operació Torxa. Se li havia confiat el comandament del 8è Cos, però en lloc d'això va ser enviat al nord d'Àfrica per servir com adjunt de George Patton. Va succeir a Patton com a cap del 2n Cos a l'abril i dirigí les darreres batalles de Tunísia a l'abril i al maig. Llavors conduí el seu cos, llavors part del 7è Exèrcit cap a Sicília al juliol.

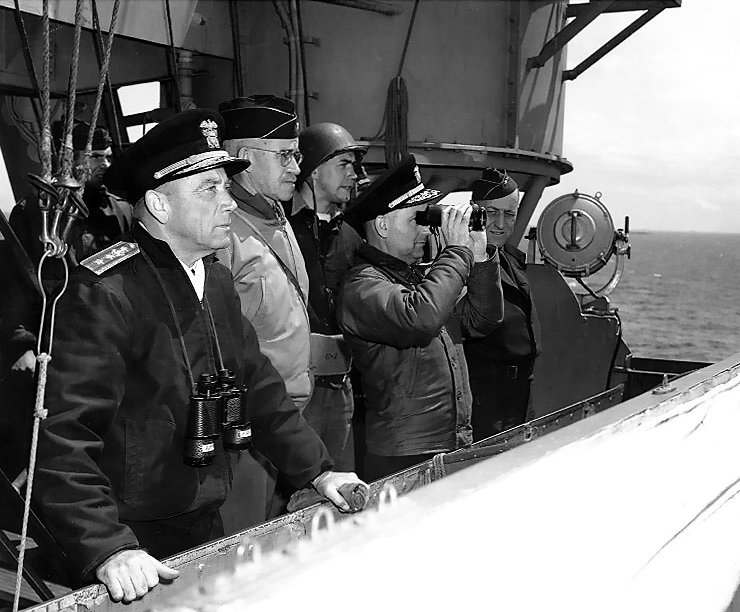
Oficials superiors americans observen les operacions des del pont del USS Augusta, el 6 de juny de 1944. Són (d'esquerra a dreta): Contraalmirall Kirk, Tinent General Bradley, Contraalmirall Stuble (amb binocles) i Major General Keen.

Mentre que s'apropava la batalla de Normandia, Bradley va ser escollit per comandar el 1r Exèrcit Americà, que al costat del 2n Exèrcit britànic constituïren el 21è Grup d'Exèrcits, a les ordres del General Montgomery. S'embarca cap a Normandia a Portsmouth al creuer pesat USS Augusta. Durant el bombardeig se situà a una cabina de comandament d'acer construïda per a ell al pont de l'Augusta, amb les parets cobertes de les guies Michelin de les carreteres de França i de grans mapes a escala de Normandia. La major part del matí, això no obstant, Bradley s'estigué al pont, al costat del Comandant de la Força Atacant, Almirall Alan G. Kirk, observant els desembarcaments amb binocles, i amb cotó a les orelles per esmorteir l'esclat dels canons.
El 10 de juny, el General Bradley i el seu estat major van abandonar l'Augusta per establir-se a la costa. Durant l'Operació Overlord comandà 3 cossos que operaven des dels objectius americans de la invasió, la Platja Utah i la Platja Omaha. Posteriorment, al juliol, planejà l'Operació Cobra, l'inici de la sortida de les platges de Normandia. Mentre que prosseguia l'avenç, es constituí el 3r Exèrcit a les ordres de Patton, mentre que el General Hodges succeïa a Bradley al capdavant del 1r Exèrcit; i junts van bastir el nou comandament de Bradley, el 12è Grup d'Exèrcits. L'agost, el 12è Grup ja sumava 900.000 homes en 4 exèrcits. Era el major grup de soldats que servien mai en la història dels Estats Units sota un únic comandant de camp.
A diferència d'altres generals més colorits de la II Guerra Mundial, Bradley era un home educat i correcte. Va ser presentat a l'atenció pública per primer cop pel corresponsal Ernie Pyle, qui el va anomenar el general dels soldats. Will Lang Jr, de la revista Life digué que el que més admiro d'Omar Bradley és la seva educació. Mai no dona un ordre a ningú, sigui quin sigui el seu rang, sense primer dir 'si us plau'.
Després d'un intent alemany (Operació Lüttich) per aturar als exèrcits americans a Mortain, les forces de Bradley eren la meitat sud d'un intent d'encerclar al 7è Exèrcit alemany i el 5è Exèrcit Panzer a Normandia, atrapant-los a la Bossa de Chambois (o Bossa de Falaise) (Operació Totalise). Si bé l'èxit només va ser parcial, les forces alemanyes van patir greus pèrdues en la seva retirada.
Les forces americanes van arribar a la Línia Siegfried o 'Muralla Occidental' a finals de setembre. La gran escala del seu avanç havia sorprès als propis alts comandants aliats. Esperaven que la Wehrmacht s'aniria aturant a les diverses línies defensives que proveïen els rius francesos i, conseqüentment, la logística va ser un greu problema.
En aquest moment, l'Alt Comandament Aliat, a les ordres d'Eisenhower, havia d'encarar una gran decisió estratègica. Bradley recolzava una estratègia consistent en un avanç pel Saarland, o potser un avenç pel Saarland i la regió del Ruhr. El recent promogut a Mariscal de Camp, Bernard Montgomery, arguïa un avenç pel Baix Rhin, preferiblement amb totes les forces terrestres aliades sota el seu comandament personal com durant els mesos anteriors a la Campanya de Normandia. Si bé no es permeté a Montgomery que llancés una ofensiva en l'escala que ell volia, George Marshall i Henry Arnold estaven ansiosos per emprar el 1r Exèrcit Paracaigudista Aliat per creuar el Rin, per la qual cosa Eisenhower autoritzà l'Operació Horta. El debat, si bé no causà fissures el comandament aliat, si que causà reticències entre els dos comandants de grup d'exèrcit aliats al teatre europeu d'operacions. Bradley protestà amargament a Eisenhower per la prioritat dels subministraments que s'havien concedit a Montgomery, però Eisenhower, pensant en l'opinió pública britànica, arxivà les protestes de Bradley.

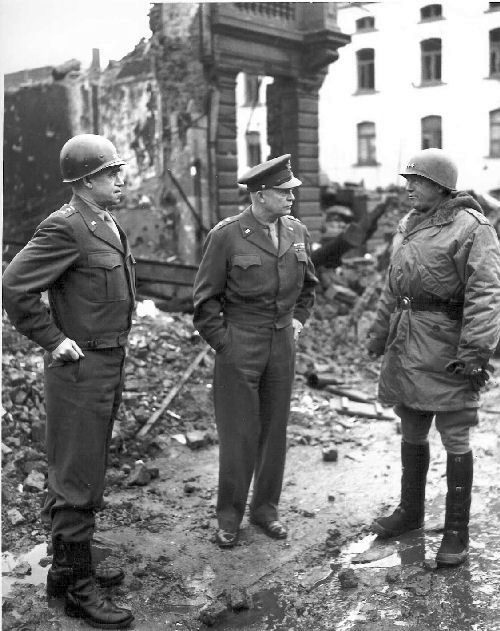
Lt Gen Omar Bradley (esquerra), amb el Comandant Suprem, General Eisenhower i amb el General Patton.

El Grup d'Exèrcits de Bradley ara cobria un ample front en una regió de turons, entre els Països Baixos a Lorraine i, tot i ser el major Grup d'Exèrcits Aliat, tenia dificultats en prosseguir una ofensiva amb èxit en un paisatge difícil amb un enemic experimentat que recuperava l'equilibri. El Primer Exèrcit de Courtney Hodges es trobà amb dificultats a Aachen i a la batalla del Bosc de Hürtgen, amb 24.000 baixes. Més al sud, el Tercer Exèrcit de George Patton perdé impuls mentre que la resistència alemanya es feia més dura als voltants de Metz. Mentre que Bradley es concentrava en aquestes campanyes, els alemanys reunien tropes i material per una ofensiva sorpresa.
El comandament de Bradley rebé l'onada inicial del que seria la batalla de les Ardenes. Bradley protestà, perquè per motius logístics el 1r Exèrcit va ser posat de nou sota el comandament temporal del mariscal Montgomery al 21è Grup d'Exèrcits. En un moviment sense precedents en la guerra moderna, el 3r Exèrcit del General Patton deixà el combat al Saarland per moure's 90 milles cap al nord i atacar el flanc sud alemany per trencar l'encerclament de Bastogne. A la seva biografia d'Eisenhower del 2003, Carlo d'Este afirma que la promoció a General de Bradley va ser per compensar-lo per deixar-lo de costat durant l'Ofensiva de les Ardenes.
Bradley aprofità l'avantatge guanyada al març de 1945, després que Eisenhower autoritzés una ofensiva difícil però que, al final, va tenir èxit (Operació Veritable i Operació Granada) al febrer de 1945, per tal de trencar les defenses alemanyes, travessar el Rin i endinsar-se dins del cor industrial de la regió del Ruhr. La persecució agressiva de les tropes alemanyes resultà en la captura d'un pont intacte sobre el Rin a Remagen. Bradley i els seus subordinats van explotar ràpidament la travessa, formant el braç sud d'un enorme moviment de pinça i encerclant les forces alemanyes al Ruhr pel nord i el sud, capturant-se uns 300.000 presoners. Les forces americanes van trobar-se amb les soviètiques prop del riu Elba a mitjans d'abril. El Dia V-E, el 12è Grup d'Exèrcits constava de 4 exèrcits (1r, 3r, 9è i 15è), que comptaven més d'1.300.000 homes.

## Postguerra
Bradley encapçalà l'Administració de Veterans durant 2 anys després de la guerra. Està demostrat que va fer molt per millorar el sistema de salut i en què els soldats rebessin els seus rèdits educatius d'acord amb l'Acta de Drets del Soldat. Va ser nomenat Cap de l'Estat Major de l'Exèrcit el 1948 i President de la Junta de Caps d'Estat Major el 1949. El 22 de setembre de 1950 va ser promogut al rang de General de l'Exèrcit, sent el cinquè i darrer oficial que arribà a aquest rang al segle xx. També el 1950 va ser el primer a ocupar el càrrec de President del Comitè de l'OTAN. Romangué al Comitè fins a l'agost de 1953, en què abandonà el servei actiu i ocupà diversos llocs a la vida civil.
Com a President de la Junta d'Estats Majors, reprovà durament al General Douglas MacArthur, el comandant de les Forces de les Nacions Unides a Corea, pel seu desig d'expandir la Guerra de Corea a la Xina. Poc després el President Truman rellevà a MacArthur del comandament a l'abril de 1951. Bradley, a la seva compareixença al Congrés afirmà que "la Xina Roja no és una nació poderosa que busqui dominar el món. Francament, segons l'opinió de la Junta de Caps d'Estat Major, aquesta estratègia ens ficaria a la pitjor guerra, al pitjor lloc, al pitjor moment, i amb el pitjor enemic".
Publicà les seves memòries el 1951 com La Història d'un Soldat (A Soldier's Story), on aprofità per atacar les declaracions de Montgomery el 1945 conforme ell havia guanyat la batalla de les Ardenes. L'1 de desembre de 1965, la seva esposa Mary morí de leucèmia. Poc després conegué a Esther Dora "Kitty" Buhler, amb qui es casà el 12 de setembre de 1966, restant casats fins a la mort.
El 1970 serví com a conseller durant la realització de la pel·lícula Patton. La pel·lícula, en la qual Bradley és interpretat per Karl Malden és sovint vista a través dels ulls de Bradley: admiració per l'agressivitat de Patton i el seu desig de victòria; tot i que també és implícitament crític amb l'egoisme de Patton (particularment amb la seva indiferència per les baixes durant la campanya de Sicília) i l'amor a la guerra pel seu propi benefici. Es veu com Bradley és alabat per un oficial d'intel·ligència alemany per la seva manca de pretensió, inusual en un oficial.
Una de les seves darreres aparicions públiques va ser amb motiu de la inauguració del mandat del President Ronald Reagan el 1981. Bradley va ser enterrat al Cementiri Nacional d'Arlington, al costat de les tombes de les seves dones.
Una sentència famosa de Bradley és El nostre és un món de gegants nuclears i infants ètics. Sabem més de la guerra que sobre la pau, més sobre matar de què com viure.
Els vehicles M2 Bradley i M3 Bradley porten el seu nom. El 5 de maig del 2000 aparegué la seva imatge en un segell de la sèrie "Soldats Distingits" del Servei Postal dels Estats Units

## Rangs
- Tinent de segona de la divisió 44 (22 de gener del 1915)
- Capità de segona de la divisió 44 (14 de març del 1916)
- Tinent de l'exèrcit dels Estats Units (29 de gener del 1917)
- Capità de l'exèrcit dels Estats Units (9 de novembre del 1917)
- Major de la divisió 46 (2 de gener del 1919)
- Comandant de l'exèrcit dels Estats Units (5 de desembre del 1921)
- Coronel de la brigada 33 i 34 (11 de febrer del 1923)
- Tinent coronel de l'exèrcit dels Estats Units (30 de desembre del 1924)
- Coronel de l'exèrcit dels Estats Units (16 d'abril del 1926)
- Tinent general de la divisió d'infanteria 39, 40 i 41 (17 de desembre del 1928)
- General de la divisió de la divisió 44 i 45 (26 de febrer del 1929)
- Coronel de la brigada d'elit 55, 56, 57 i 58 (19 de desembre del 1930)
- General de la brigada d'elit 55, 56, 57 i 58 (22 de març del 1931)
- Tinent general de l'exèrcit dels Estats Units (30 de gener del 1933)
- General de l'exèrcit dels Estats Units (19 de setembre del 1937)
- Comandant en cap de la divisió 44, 45 i 46 (27 de febrer del 1940)
- General de l'exèrcit dels Estats Units (18 d'agost del 1943)
- Comandant en cap de la divisió 40, 41, 42, 43, 44, 46 i 47 (22 de setembre del 1947)
- President de la junta de Caps d'Estat Major (15 de maig del 1950)

## Condecoracions
- Medalla del Servei Distingit a l'Exèrcit (amb 3 fulles de roure)
- Medalla del Servei Distingit a la Marina
- Estrella de Plata
- Legió del Mèrit (amb 1 fulla de roure)
- Estrella de Bronze
- Medalla del Servei a la Frontera de Mèxic
- Medalla de la Victòria a la I Guerra Mundial
- Medalla del Servei de Defensa Americana
- Medalla de la Campanya Europea-Africana-Orient Mitjà
- Medalla de la Victòria a la II Guerra Mundial
- Medalla de l'Exèrcit del Servei d'Ocupació
- Medalla del Servei a la Defensa Nacional
- Comandant de l'Orde Polònia Restituta (Polònia)
- Orde de Kutuzov de 1a classe (URSS)
- Comandant de l'Orde del Bany (Regne Unit)
- Creu de Guerra amb Palma (França
- Creu de Guerra (Luxemburg)
- Creu de Guerra (Txecoslovàquia)